# Javier Colón
Pour les articles homonymes, voir Colón.
Javier Colón, né le 4 juin 1969, à Ponce, à Porto Rico, est un ancien joueur portoricain de basket-ball. Il évolue durant sa carrière au poste de meneur.

## Palmarès
- Finaliste du championnat des Amériques 1993
- Vainqueur des Jeux panaméricains de 1991